# Bắc Thần
Bắc Thần (chữ Hán giản thể: 北辰区, âm Hán Việt: Bắc Thần khu) là một quận thuộc thành phố] Thiên Tân, Cộng hòa Nhân dân Trung Hoa. Bắc Thần nằm ở ngoại vi phía bắc Thiên Tân. Chính quyền nhân dân quận đóng tại trấn Nghi Hưng. Đây là quê hương của Ôn Gia Bảo. Quận Bắc Thần là một quận công nghiệp quan trọng của Thiên Tân. Về mặt hành chính, quận Bắc Thần được chia thành các đơn vị hành chính gồm 8 trấn: Hàm Thủy Cô, Bắc 